# Andrena monilicornis
Andrena monilicornis är en biart som beskrevs av Cockerell 1896. Andrena monilicornis ingår i släktet sandbin, och familjen grävbin. Inga underarter finns listade i Catalogue of Life.